# Dynamene bifida
Dynamene bifida là một loài chân đều trong họ Sphaeromatidae. Loài này được Torelli miêu tả khoa học năm 1930.